# Joltealal
Joltealal är en ort i Mexiko.   Den ligger i kommunen Simojovel och delstaten Chiapas, i den sydöstra delen av landet, 700 km öster om huvudstaden Mexico City. Joltealal ligger 1 072 meter över havet och antalet invånare är 1 004.
Terrängen runt Joltealal är kuperad åt nordost, men åt sydväst är den bergig. Runt Joltealal är det ganska glesbefolkat, med 45 invånare per kvadratkilometer. Närmaste större samhälle är El Bosque, 10,7 km väster om Joltealal. I omgivningarna runt Joltealal växer huvudsakligen savannskog.